# Ordem dos Farmacêuticos
A Ordem dos Farmacêuticos (OF) é a associação pública profissional portuguesa representativa dos que exercem a profissão de farmacêutico.

## Criação
A Ordem dos Farmacêuticos foi criada oficialmente com esta designação em 1972 pelo Decreto-Lei n.º 334/72, de 23 de agosto, que aprovou os seus primeiros Estatutos.
A sua origem remonta a 1835 com a criação da Sociedade Farmacêutica Lusitana, a data indicada o seu logótipo.

## Estatutos
Os Estatutos foram sucessivamente alterados pelo Decreto-Lei n.º 212/79, de 12 de julho, Decreto-Lei n.º 288/2001, de 10 de novembro, e, finalmente, pela Lei n.º 131/2015, de 4 de setembro, que aprovou o texto legal atualmente em vigor.

## Sede
A sede da Ordem situa-se em Lisboa. Possui ainda Secções Regionais em Lisboa, Porto e Coimbra, bem como Delegações Regionais dos Açores e da Madeira.

## Bastonário

### Bastonário atual
A Bastonária da Ordem dos Farmacêuticos é o Prof. Doutor Hélder Mota Filipe.

### Bastonários anteriores
- Prof. Doutor Alberto Ralha (1980-1983)[9]
- Prof. Amaral Albuquerque (interino)[9]
- Prof. Doutor Carlos Fernando Costa da Silveira (1989-1995)[10]
- João Silveira (1995-2001)[11]
- José Aranda da Silva (2001-2007)[12][11]
- Prof. Irene Silveira (2007-2008)[13][14][12]
- Dr.ª Elisabete Mota Faria (interina) (2008-2009)[13][14]
- Prof. Doutor Carlos Maurício Barbosa (2009-2016)[9][13][14][15]
- Prof. Doutora Ana Paula Martins (2016-2022)

## Continuadora da Sociedade Farmacêutica Lusitana
O diploma legal de aprovação dos primeiros Estatutos da Ordem posteriores ao 25 de Abril estabeleceu que a Ordem dos Farmacêuticos mantém a designação tradicional de "Sociedade Farmacêutica Lusitana", de que é legítima continuadora.. Esta determinação legal foi mantida nos diplomas legais que, posteriormente, aprovaram alterações aos Estatutos.